# 2009 en sport automobile
Chronologie du Sport automobile
2008 en sport automobile - 2009 en sport automobile - 2010 en sport automobile

## Par mois

### Janvier
- 3 janvier 2009 : début du Dakar 2009.
- 18 janvier 2009 : le Dakar 2009 est remporté par Giniel de Villiers sur Volkswagen Touareg.
- 21 janvier 2009, IRC: début du Rallye de Monte-Carlo.
- 24 janvier 2009, IRC: le Rallye de Monte-Carlo est remporté par Sébastien Ogier sur Peugeot 207.
- 25 janvier 2009, A1GP : grand Prix de Nouvelle-Zélande se déroulant à Taupo :
  - Course 1 : remportée par l'Irlandais Adam Carroll.
  - Course 2 : remportée par le Suisse Neel Jani.
- 30 janvier 2009, WRC: début du Rallye d'Irlande.

### Février
- 1er février 2009, WRC : le Rallye d'Irlande est remporté par Sébastien Loeb sur Citroën C4 WRC.
- 13 février 2009, WRC : début du Rallye de Norvège.
- 15 février 2009 :
  - WRC : le Rallye de Norvège est remporté par Sébastien Loeb sur Citroën C4 WRC.
  - NASCAR : le Daytona 500 est remporté par Matt Kenseth.
- 22 février 2009, A1GP : Grand Prix se déroulant sur le circuit de Kyalami.
  - Course 1 : remportée par le Néerlandais Jeroen Bleekemolen.
  - Course 2 : remportée par le Suisse Neel Jani.
- NASCAR : le Fontana 500 est remporté par Matt Kenseth.

### Mars
- 1er mars 2009, NASCAR : le Las Vegas 300 est remporté par Greg Biffle.
- 5 mars 2009, IRC : début du Rallye du Brésil.
- 7 mars 2009, IRC : le Rallye du Brésil est remporté par Kris Meeke sur Peugeot 207.
- 8 mars 2009, WTCC : Grand Prix se déroulant à Curitiba.
  - Course 1 : Yvan Muller, Seat León.
  - Course 2 : Gabriele Tarquini, Seat León.
- 13 mars 2009, WRC : début du Rallye de Chypre.
- 15 mars 2009, WRC : le Rallye de Chypre est remporté par Sébastien Loeb sur Citroën C4 WRC.
- 21 mars 2009 : les 12 heures de Sebring sont remportées par l'équipage Allan McNish, Rinaldo Capello, Tom Kristensen sur Audi R15 en LMP1, Diaz, Fernandez sur Acura ARX-01b en LMP2, Jan Magnussen, O'Connel, Garcia sur Chevrolet Corvette C6R en GT1 et Mika Salo, Melo, Kaffer sur Ferrari 430 GT en GT2.
- 22 mars 2009 :
  - WTCC : Grand Prix se déroulant à Puebla
    - Course 1 : Rickard Rydell, Seat León
    - Course 2 : Yvan Muller, Seat León

  - NASCAR : l'Atlanta 500 est remporté par Kurt Busch.
- 29 mars 2009, Formule 1 : le Grand Prix automobile d'Australie 2009 est remporté par Jenson Button, parti en pole position, sur Brawn.
- 30 mars 2009, NASCAR : le Bristol 500 est remporté par Kyle Busch.

### Avril
- 3 avril 2009, WRC : début du Rallye du Portugal.
- 5 avril 2009 :
  - Formule 1 : Grand Prix de Malaisie.
  - WRC : Sébastien Loeb remporte le Rallye du Portugal sur Citroën C4 WRC.
  - IndyCar : Ryan Briscoe remporte la course de Saint-Pétersbourg.
  - NASCAR : Jeff Gordon remporte le Texas 500.
  - Formula Nippon : Benoît Tréluyer remporte la course sur le Fuji Speedway.
  - Le Mans Series : l'équipage Jan Charouz, Enge, Mücke remporte la course de Barcelone.
- 12 avril 2009, A1GP: la course se déroule à Portimão.
  - Course 1: remportée par Jeroen Bleekemolen.
  - Course 2: remportée par Neel Jani.
- 18 avril 2009, World Series by Renault: Marcos Martinez remporte la course 1 sur Formule Renault 3.5 et Nathanaël Berthon sur Formule Renault 2.0 sur le circuit de Catalunya.
  - NASCAR: Mark Martin remporte le Phoenix 500.
- 19 avril 2009:
  - IndyCar: Dario Franchitti remporte la course de Long Beach.
  - Formule 1 : Jenson Button, partit en pole, remporte le Grand Prix automobile de Chine 2009.
- 24 avril 2009 :
  - WRC: Début du Rallye d'Argentine.
  - IndyCar: Scott Dixon remporte la course du Kansas.
- 26 avril 2009 :
  - WRC: Sébastien Loeb remporte le Rallye d'Argentine sur Citroën C4 WRC.
  - NASCAR: Brad Keselowski remporte le Talladega 500.
  - Formule 1 : Grand Prix de Bahreïn.

### Mai
- 9 mai  : 
  - 1000 kilomètres de Spa, ils seront remportés par la Peugeot 908 de l'équipage Minassian-Klien-Pagenaud.
  - (GP2) : Romain Grosjean remporte la course 1 à Barcelone.
- 10 mai
  - (Formule 1) : Grand Prix d'Espagne.
  - (GP2) : Edoardo Mortara la course 2 à Barcelone.
- 16 mai (Formule 3 Euroseries) : Stefano Coletti remporte la course 1 à Hockenheimring.
- 17 mai (Formule 3 Euroseries) : Jean-Karl Vernay remporte la course 2 à Hockenheimring.
- 22 mai
  - (WRC) : Début du Rallye d'Italie en Sardaigne.
  - (GP2) : Romain Grosjean remporte la course à Monaco.
- 23 mai (GP2) : Pastor Maldonado remporte la course 2 à Monaco.
- 24 mai
  - (Formule 1) : Grand Prix de Monaco.
  - (WRC) : Jari-Matti Latvala remporte le Rallye d'Italie sur Ford Focus.
  - (IndyCar) : Hélio Castroneves remporte les 500 miles d'Indianapolis.
- 30 mai (Formule 2) : Robert Wickens remporte la course 1 à Valence.
- 31 mai
  - (IndyCar) : Scott Dixon remporte la course de Milwaukee.
  - (Formule 2) : Robert Wickens remporte la course 2 à Valence.

### Juin
- 7 juin (Formule 1) : Grand Prix de Turquie.
- 13 juin : départ de la soixante-dix-septième édition des 24 Heures du Mans.
- 20 juin : Bernie Ecclestone déclare que le Grand Prix de Grande-Bretagne pourrait rester à Silverstone l'an prochain si le circuit de Donington, qui devait le remplacer, n'était pas prêt à temps, car sa direction est en butte à des problèmes juridiques et financiers et les doutes croissent sur sa capacité à fournir un circuit aux normes de la F1 dans un an.
- 21 juin (Formule 1) : Grand Prix de Grande-Bretagne.
- 24 juin : Le président de la FIA, Max Mosley et les 8 écuries de Formule 1 (Ferrari, McLaren, BMW Sauber, Renault, Toyota, Red Bull, Toro Rosso et Brawn) qui menaçaient de faire sécession annoncent qu'un accord a été trouvé afin d'éviter le lancement d'un championnat du monde parallèle. Le président a cédé sur la question de la limitation volontaire des budgets à 45 millions d'euros en 2010, mais avec un objectif financier de réduction des coûts permettant « de revenir aux niveaux de dépenses du début des années 1990 d'ici deux ans »[1].

### Juillet
- 12 juillet (Formule 1) : Grand Prix d'Allemagne.
- 25 juillet, Formule 1 : lors de la deuxième partie des qualifications du Grand Prix de Hongrie, Felipe Massa perd le contrôle de sa monoplace et s'encastre dans un mur de pneus à 190 km/h : il a été percuté à pleine vitesse par un ressort détaché de la Brawn de son compatriote Rubens Barrichello, qui le précédait et qui l'a atteint au niveau de son casque. Transporté à l'hôpital, il souffre de dommages crâniens ainsi que d'une commotion cérébrale et d'une lésion à l'œil gauche qui l'oblige à déclarer forfait pour la course du lendemain. Sa saison 2009 est terminée.
- 26 juillet (Formule 1) : Grand Prix de Hongrie.
- 29 juillet (Formule 1) : BMW Sauber se retire du championnat de Formule 1 à la fin de saison 2009.

### Août
- 23 août (Formule 1) : Grand Prix d'Europe.
- 30 août (Formule 1) : Grand Prix de Belgique.

### Septembre
- 13 septembre (Formule 1) : Grand Prix d'Italie.
- 27 septembre (Formule 1) : Grand Prix de Singapour.

### Octobre
- 4 octobre (Formule 1) : Grand Prix du Japon.
- 18 octobre (Formule 1) : Grand Prix du Brésil.
- 23 octobre-25 octobre(WRC: Rallye de Grande-Bretagne 2009.
- 25 octobre (WRC : Sébastien Loeb reporte le rallye de Grande-Bretagne 2009 sur Citroën C4 WRC
- 25 octobre (WRC : Rallye de Grande-Bretagne 2009 Sébastien Loeb est sacré champion du monde

### Novembre
- 1er novembre, Formule 1 : Grand Prix d'Abou Dabi. Le britannique, Jenson Button est sacré Champion du monde

## Décès
- 6 mai : Klaus A. Steinmetz, pilote automobile allemand. (° 19 octobre 1934).
- 12 mai : Heini Walter, pilote automobile suisse. (° 28 juillet 1927).
- 20 mai : Larry Rice, pilote automobile américain. (° 24 mars 1946).
- 9 juin : Gunnar Andersson, pilote de rallye et sur circuit suédois. (° 17 avril 1927).
- 30 mars : Jackie Pretorius, 74 ans, pilote automobile sud-africain. (° 22 novembre 1934).
- 19 juillet : Henry Surtees, pilote automobile britannique. (° 18 février 1991).
- 29 août : Frank Gardner, un pilote automobile australien, (° 29 août 2009).
- 7 octobre : Jean Sage, pilote automobile franco-suisse devenu directeur d'écurie en Formule 1 pour le constructeur Renault. (° 5 juillet 1940).